# Los Trotamúsicos

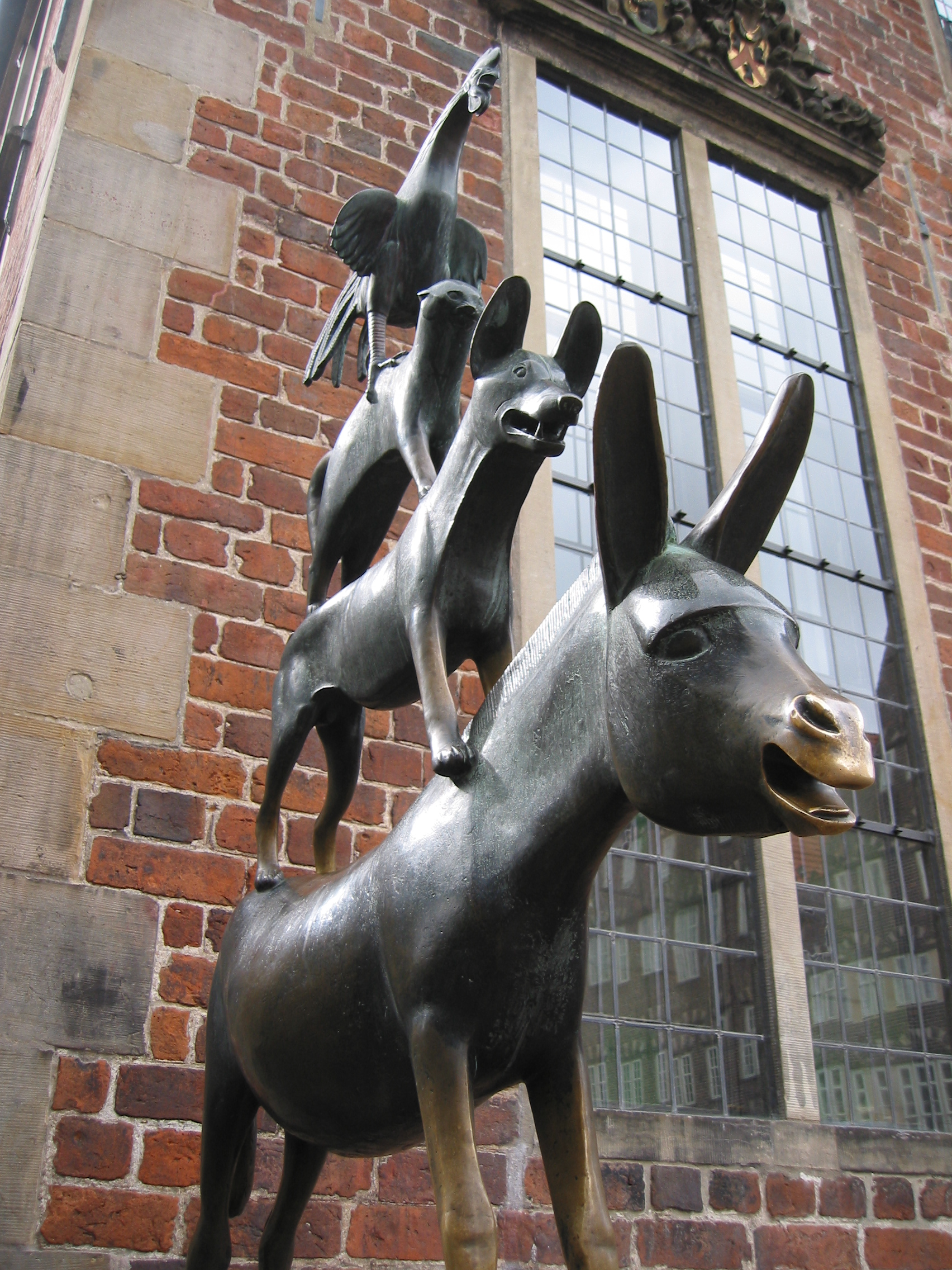
Escultura dels quatre músics de Bremen, a Bremen (Alemanya)

Los Trotamúsicos o Los cuatro músicos de Bremen és una sèrie de televisió de dibuixos animats de 26 episodis produïda per TVE i realitzada i dirigida pels Estudis Cruz Delgado. Es va començar a emetre el 1989, i va estar gairebé una dècada a la graella de TVE. Està basada en el conte dels Germans Grimm, Els músics de Bremen.
La sèrie segueix la història de quatre animals amics: el valerós gall Koki, el càndid ruc Tonto, el sagaç gos Lupo i el gat Burleta, que formen un grup musical en el qual toquen respectivament la guitarra, la bateria, la trompeta i el saxofon.
La sèrie mostra la clara determinació dels seus protagonistes a ajudar a tot qui ho necessiti, el respecte a la naturalesa i el foment dels valors morals i ètics de l'amistat, ja que mai se separaven i vivien una infinitat d'aventures els quatre sempre junts.
Encara que mai es citen dates, els escenaris i els instruments utilitzats (amb l'excepció de la guitarra del Koki, molt més moderna), la indumentària dels personatges humans i altres aspectes, la situen a l'Alemanya de la primera meitat del segle xx. Resulten d'importància en aquest aspecte la forma típica de les bicicletes del Chef i del Bestia, l'automòbil del burgmestre o les robes camperoles (això és especialment evident en els quatre primers capítols de la
sèrie).
Els quatre protagonistes es troben quotidianament embolicats en aventures on tracten de protegir el bosc, la ciutat de Bremen i els seus habitants, o defensar casa seva davant els intents dels lladres per ocupar-la.
La pel·lícula, estrenada el 1988, va guanyar un premi Goya a la millor pel·lícula d'animació el 1989 i una menció especial al Festival de Moscou d'animació en aquest mateix any.